# Axiomas de probabilidade
Os axiomas da probabilidade ou os axiomas de Kolmogorov são uma definição geralmente usada para se referir para as três propriedades de uma série de subconjuntos de {\displaystyle S}, chamado de {\displaystyle \sigma }-álgebra (pronuncia-se sigma-álgebra ou campo de Borel), denotado por {\displaystyle \mathbb {B} \,}, se {\displaystyle \mathbb {B} \,} satisfaz às propriedades:
- {\displaystyle \emptyset } ∈ {\displaystyle \mathbb {B} \,} (o conjunto vazio é um elemento de {\displaystyle \mathbb {B} \,});
- Se {\displaystyle A} ∈ {\displaystyle \mathbb {B} \,};
- Se A1, A2, ... ∈ {\displaystyle \mathbb {B} \,}.[1].

Na teoria da probabilidade de Kolmogorov, a probabilidade {\displaystyle P} de algum evento {\displaystyle E}, denotado por {\displaystyle P(E)}, geralmente é definida tal que {\displaystyle P} satisfaz os axiomas de Kolmogorov. O termo é em homenagem ao famoso matemático russo Andrey Kolmogorov, que são descritos abaixo.
Essas premissas podem ser resumidas como: seja (Ω, F, P) um espaço de medida intervalo com P (Ω) = 1.
Então (Ω, F, P) é um espaço de probabilidade, com espaço amostral Ω, espaço de evento F e medida de probabilidade P.
Uma abordagem alternativa para formalizar a probabilidade, favorecido por alguns Bayesianos, é dado pelo Teorema de Cox.

## Axiomas

### Primeiro axioma
A probabilidade de um evento é um número real não negativo:
{\displaystyle P(E)\in \mathbb {R} ,P(E)\geq 0\qquad \forall E\in {\mathcal {F}}}
Onde {\displaystyle {\mathcal {F}}} é o espaço de evento ({\displaystyle \sigma }-álgebra). Em particular, {\displaystyle P(E)} é sempre finito, em contraste com mais geral da Teoria da Medida. As teorias que atribuem probabilidade negativa relaxam o primeiro axioma.

### Segundo axioma
Este é o pressuposto da unidade de medida:  é que a probabilidade de que algum evento elementar em todo o espaço da amostra irá ocorrer é 1. Mais especificamente, não há eventos elementares fora do espaço amostral.
{\displaystyle P(\Omega )=1.}
Este é muitas vezes esquecido em alguns cálculos de probabilidade equivocadas, se você não pode definir com precisão todo o espaço amostral, então a probabilidade de qualquer subconjunto não pode ser definido.

### Terceiro axioma
Este é o pressuposto de σ-aditividade:
Qualquer sequência contável de conjuntos disjuntos (sinônimo de eventos mutuamente exclusivos) {\displaystyle E_{1},E_{2},...} satisfaz
{\displaystyle P(E_{1}\cup E_{2}\cup \cdots )=\sum _{i=1}^{\infty }P(E_{i}).}
Alguns autores consideram apenas finitamente e aditivos os espaços de probabilidade, caso em que se necessita apenas de uma álgebra de conjuntos, em vez de um σ-álgebra. Na distribuição de quasiprobabilidade, em geral, o terceiro axioma é expandido, permitindo que a função de probabilidade assuma valores negativos.

## Consequências
A partir dos axiomas de Kolmogorov , pode-se deduzir outras regras úteis para cálculo de probabilidades.

### Monotonia
{\displaystyle \quad {\text{se}}\quad A\subseteq B\quad {\text{então}}\quad P(A)\leq P(B).}

### A probabilidade do conjunto vazio
{\displaystyle P(\emptyset )=0.}

### O  limite numérico
Ele segue imediatamente a partir da propriedade de monotonicidade:
{\displaystyle 0\leq P(E)\leq 1\qquad {\text{∀}}E\in F.}

## Provas
As provas dessas propriedades são interessantes e esclarecedoras. Eles ilustram o poder do terceiro axioma, e sua interação com os restantes dois axiomas. Ao estudar teoria da probabilidade axiomática, muitas consequências profundas seguem a partir desses três meros axiomas. A fim de verificar a propriedade de monotonicidade, partimos: {\displaystyle E_{1}=A} and {\displaystyle E_{2}=B\backslash A},Quando {\displaystyle \quad A\subseteq B{\text{ and }}E_{i}=\emptyset } for {\displaystyle i\geq 3}. É fácil de ver que os conjuntos {\displaystyle E_{i}}.São disjuntos dois a dois e {\displaystyle E_{1}\cup E_{2}\cup \ldots =B}. Assim, obtemos a partir do terceiro axioma de que:
{\displaystyle P(A)+P(B\backslash A)+\sum _{i=3}^{\infty }P(\emptyset )=P(B).}
Desde a esquerda o lado desta equação é uma série de números não-negativos, e que converge para:
{\displaystyle P(B)} o qual é finito, obtêm-se ambos {\displaystyle P(A)\leq P(B)} e {\displaystyle P(\emptyset )=0}.
A segunda parte da declaração é visto por contradição se:  {\displaystyle P(\emptyset )=a} em seguida o lado esquerdo não é inferior a:
{\displaystyle \sum _{i=3}^{\infty }P(E_{i})=\sum _{i=3}^{\infty }P(\emptyset )=\sum _{i=3}^{\infty }a={\begin{cases}0&{\text{if }}a=0,\\\infty &{\text{if }}a>0.\end{cases}}}
Se {\displaystyle a>0} obtemos uma contradição, para que a soma não ultrapasse {\displaystyle P(B)} que é finito. Assim, {\displaystyle a=0}. Nós mostramos como um subproduto da prova de monotonia que {\displaystyle P(\emptyset )=0}.

## Mais consequências
Outra propriedade importante é:
{\displaystyle P(A\cup B)=P(A)+P(B)-P(A\cap B).}
Esta é a chamada lei além de probabilidade, ou a regra da soma. Ou seja, a probabilidade de que A' ou' B irá acontecer é a soma das probabilidades de que A vai acontecer e que B vai acontecer, menos a probabilidade de que ambos A' e' B vão acontecer. Isso pode ser estendido para o princípio da inclusão-exclusão.
{\displaystyle P(\Omega \setminus E)=1-P(E)}
Ou seja, a probabilidade de que qualquer evento não acontecer é 1 menos a probabilidade de que isso acontecerá.

## Exemplo simples: moeda-lance
Considere um lançamento único de uma moeda, assuma que a moeda será ou cara (H) ou coroa (T) (mas não ambos).
A suposição é feita para saber se a moeda é honesta (Isto é, sua distribuição de massa é igualitária e sem deformidades que a faça tender para um dos lados).
Podemos definir:
{\displaystyle \Omega =\{H,T\}}
{\displaystyle F=\{\emptyset ,\{H\},\{T\},\{H,T\}\}}
Axiomas de Kolmogorov implicam que:
{\displaystyle P(\emptyset )=0}
A probabilidade de cara ou coroa é 1.
{\displaystyle P(\{H,T\})=1}
A probabilidade de cara mais coroa é 1.
{\displaystyle P(\{H\})+P(\{T\})=1}
A soma da probabilidade de cara e a probabilidade de coroa é 1.